# António Manuel de Melo e Castro de Mendonça
António Manuel de Melo e Castro de Mendonça (c. 1761 - 1812) foi um fidalgo e administrador colonial português, governador da capitania de São Paulo (1797 - 1802) e governador de Moçambique (1809 - 1812).

## Biografia
Tomou posse do governo de São Paulo em 28 de junho de 1797, tendo sido o décimo quarto capitão-general da capitania. O seu mandato estendeu-se até 28 de dezembro de 1802.
Posteriormente, foi enviado pela Coroa, a partir da Corte no Rio de Janeiro, como 32.º capitão-general, ou Governador-geral de Moçambique, entre 14 de Agosto de 1809 e Agosto de 1812, tendo também sucedido a seu pai (interinamente?) no cargo de capitão-general dos Açores.

### Antecedentes familiares
Pelo lado paterno, era oriundo da família Mello e Castro, alcaides-mores de Colares, comendadores de Fornelos na Ordem de Cristo, da qual saíram ao longo dos vários séculos da expansão portuguesa destacadas personalidades religiosas, militares, navegadores, vice-reis e governadores coloniais. Era trineto, por varonia, do 29.º vice-rei da Índia, António de Melo e Castro.   
Sua mãe, D. Maria Rosa Xavier de Ataíde e Cunha (nascida a 16 de abril de 1731), era filha de D. António José de Ataíde Azevedo e Brito (23 de Setembro de 1688 - 1750), comendador de S. Pedro de Folgosinho na Ordem de Cristo, senhor das Honras de Barbosa e de Ataíde e das vilas de Aguieira e Mourisca (senhorios que estavam na sua família "desde o princípio do Reino") e de sua mulher D. Ana Joaquina da Cunha e Meneses, (n. 30 de Novembro de 1710, da casa dos Cunhas senhores de Tábua e irmã de D. António Álvares da Cunha, primeiro conde da Cunha e Vice-rei do Brasil de 1763 a 1767).
Ele era conhecido como Pilatos, apelido já antes dado em Portugal, por brincadeira, a seu pai, Diniz Gregório de Melo e Castro de Mendonça, quando ele comprara o célebre Palácio do Cunhal das Bolas, em Lisboa, a um rico comerciante do Bairro Alto chamado localmente pelo povo de "o Pilatos". O avô materno de Diniz, bisavô de António Manuel, D. Rodrigo da Costa (filho do renomado embaixador a França, um dos Quarenta Conjurados, D. João da Costa, primeiro conde de Soure) 37º vice-rei da Índia, fora também o 31º Governador do Brasil entre 1702 e 1705.
Foi comendador de Alcaria Ruiva, na Ordem de Santiago, em sucessão a seus maiores.

### Governo de São Paulo
O historiador Afonso d'Escragnolle Taunay teceu elogios a Mello e Castro por muitos aspectos da forma como administrou a capitania de São Paulo. Escreveu sobre ele o historiador das monções e das bandeiras paulistas:
"Era homem de bastante cultura como demonstram as suas preocupações pela organização de estatísticas de todo o gênero para a orientação do seu governo; o enorme empenho em divulgar o emprego da vacina antivariólica...(n)o tocante à cidade de São Paulo tornou-se notada a sua preocupação pelo reforço e melhoria do abastecimento de água, o estabelecimento de feiras no bairro da Luz, as chamadas feiras de Pilatos, segundo a alcunha que lhe haviam posto."

#### Economia e demografia
Antônio de Mello e Castro foi escolhido governador por influência do ministro e secretário de Estado da Marinha e Domínios Ultramarinos, D. Rodrigo de Sousa Coutinho (primeiro conde de Linhares). Deu grande atenção à economia e também à demografia de São Paulo, tendo nomeadamente orientado a elaboração de 24 mapas com dados minuciosos sobre a população da capitania no ano de 1800. Os mapas demográficos referem-se a nascimentos, casamentos e óbitos. Os demais mapas tratam da exportação e importação da capitania, comparação de preços unitários dos gêneros exportados e importados, a navegação transatlântica a partir do porto de Santos, o movimento dos portos e dos registos. Tudo isso foi remetido a D. Rodrigo no dia 22 de Abril de 1802, junto com um ofício no qual o capitão general dava azo ao seu otimismo e antevia o futuro de São Paulo: “graças ao excesso da exportação sobre a importação, marchava a capitania para um estado de considerável opulência”.

#### Autor de "Memórias" sobre os problemas do governo
Melo e Castro foi também autor de 5 memórias, publicadas sob o título de "Memórias do Governador António Manuel de Melo e Castro e Mendonça" (São Paulo, 1799). Igualmente endereçadas a D. Rodrigo de Sousa Coutinho, as Memórias tratam das dificuldades encontradas no exercício da administração colonial, especialmente na relação com as elites locais, sintetizando a complexidade da governança portuguesa no ultramar em fins do século XVIII; os textos originais das Memórias estão no Arquivo Histórico Ultramarino, em Lisboa.
No ano seguinte, o governador submeteu à apreciação de Sousa Coutinho uma "Memória Econômico Política da Capitania de São Paulo", trabalho que ele apresentava como sendo "o mais interessante serviço que ainda se fez até o presente sobre um variado objeto nesta capitania". Nesse texto, o autor traçava um panorama completo do estado econômico da capitania nos 3 anos decorridos do seu governo e ainda expunha as razões que o tinham levado a alterar a política do seu antecessor de centralizar o comércio da capitania no porto de Santos.

#### Liberdade de comércio para todos os portos paulistas
Essa mudança de orientação política empreendida pelo governador beneficiou algumas regiões de São Paulo, nomeadamente as vilas localizadas no Vale do Paraíba, onde se revelou vantajosa a política de Antônio de Melo e Castro de restabelecer a liberdade de comércio marítimo para todos os portos paulistas. A agricultura do litoral, como também a de toda a área ao longo do caminho para o Rio de Janeiro passou assim a poder aproveitar-se dos portos da costa norte e de Parati para exportar os seus produtos.
Não admira assim que as câmaras das vilas do Vale do Paraíba tenham transmitido á coroa portuguesa o desejo de prorrogação do governo de Melo e Castro, nomeadamente em carta dos oficiais da câmara da vila de São Sebastião dirigida ao príncipe regente D. João em 18 de abril de 1801. É que a localização geográfica desta região fazia com que fosse mais fácil aos seus comerciantes vender produtos através dos portos de Ubatuba e de São Sebastião, do que através do porto de Santos.
Apesar destes pedidos, não seria normal que a coroa prorrogasse por muito mais tempo o mandato de Melo e Castro e o governador acabou por ser substituído em 28 de dezembro de 1802. Deixou entretanto para o seu sucessor uma Memória em que realçava a importância da liberdade de comércio para o desenvolvimento da capitania e lembrava que a restrição a esse princípio durante o governo do seu predecessor tinha resultado "na decadência das mencionadas vilas de São Sebastião e Ubatuba".

## Sucessão na sua casa e bens
Não deixou geração, passando a herança e a representação da sua casa para seu irmão mais novo, Francisco Manuel Bernardo de Melo e Castro e Mendonça, que casou em Lisboa, na freguesia de Santa Isabel, em 16.07.1805, com sua prima Leonor de Ataíde e Azevedo Pontes, filha de Joaquim António de Pontes e de Maria da Piedade Xavier de Ataíde (neta por via materna de D. António José de Ataíde, senhor das honras de Barbosa e Ataíde, acima referido). 
Deste casamento nasceu uma filha, Maria Rosa Xavier de Melo e Castro Ataíde Costa Mendonça e Sousa (Rio de Janeiro, 31.01.1811 - Lisboa, 28.01.1884) que casou em Lisboa, em 03.02.1830, com D. Pedro José de Mello da Cunha de Mendonça e Menezes (Lisboa, 18.03.1810 - Alverca, 28.05.1866), filho segundogênito do 2.º marquês de Olhão, com a seguinte descendência:
- D. Maria Leonor de Melo e Castro da Cunha Costa Mendonça e Sousa (28.06.1833 - 15.06.1855), casou em Lisboa em 20.01.1851 com Francisco Correia da Silva de Sampaio; com geração.
- D. Maria da Piedade da Cunha de Mendonça e Meneses (17.08.1834 - 23.01.1905), casou Lisboa, em 14.06.1863, com Artur António dos Santos Monteiro; com geração.
- D. Maria Rosa da Cunha de Mendonça e Meneses (17.08.1837 - 05.05.1885), casou em Lisboa em 05.07.1865 com Macário de Sousa Pinto Cardoso; com geração.

## Árvore Genealógica
|  |                                                                                     |  |  |  |  |  |  |  |  |  |  |  |  |  |  |  |
|  | 16. António de Melo e Castro, 29.º vice-rei da Índia                                |  |  |  |  |  |  |  |  |  |  |  |  |  |  |  |
|  |                                                                                     |  |  |  |  |  |  |  |  |  |  |  |  |  |  |  |
|  |                                                                                     |  |  |  |  |  |  |  |  |  |  |  |  |  |  |  |
|  | 8. Dinis de Melo e Castro, capitão das naus da Índia                                |  |  |  |  |  |  |  |  |  |  |  |  |  |  |  |
|  |                                                                                     |  |  |  |  |  |  |  |  |  |  |  |  |  |  |  |
|  |                                                                                     |  |  |  |  |  |  |  |  |  |  |  |  |  |  |  |
|  | 17. Ana de Castro, filha do 2.º copeiro-mór do reino                                |  |  |  |  |  |  |  |  |  |  |  |  |  |  |  |
|  |                                                                                     |  |  |  |  |  |  |  |  |  |  |  |  |  |  |  |
|  |                                                                                     |  |  |  |  |  |  |  |  |  |  |  |  |  |  |  |
|  | 4. António Caetano de Melo e Castro, alcaide-mór de Colares                         |  |  |  |  |  |  |  |  |  |  |  |  |  |  |  |
|  |                                                                                     |  |  |  |  |  |  |  |  |  |  |  |  |  |  |  |
|  |                                                                                     |  |  |  |  |  |  |  |  |  |  |  |  |  |  |  |
|  | 18. Pedro Cabral de Lacerda                                                         |  |  |  |  |  |  |  |  |  |  |  |  |  |  |  |
|  |                                                                                     |  |  |  |  |  |  |  |  |  |  |  |  |  |  |  |
|  |                                                                                     |  |  |  |  |  |  |  |  |  |  |  |  |  |  |  |
|  | 9. Violante Francisca Casimira de Mendonça                                          |  |  |  |  |  |  |  |  |  |  |  |  |  |  |  |
|  |                                                                                     |  |  |  |  |  |  |  |  |  |  |  |  |  |  |  |
|  |                                                                                     |  |  |  |  |  |  |  |  |  |  |  |  |  |  |  |
|  | 19. Joana Henriques de Mendonça                                                     |  |  |  |  |  |  |  |  |  |  |  |  |  |  |  |
|  |                                                                                     |  |  |  |  |  |  |  |  |  |  |  |  |  |  |  |
|  |                                                                                     |  |  |  |  |  |  |  |  |  |  |  |  |  |  |  |
|  | 2. Dinis Gregório de Melo e Castro e Mendonça, capitão-general da Ilha Terceira     |  |  |  |  |  |  |  |  |  |  |  |  |  |  |  |
|  |                                                                                     |  |  |  |  |  |  |  |  |  |  |  |  |  |  |  |
|  |                                                                                     |  |  |  |  |  |  |  |  |  |  |  |  |  |  |  |
|  | 20. D. João da Costa, 1.º Conde de Soure                                            |  |  |  |  |  |  |  |  |  |  |  |  |  |  |  |
|  |                                                                                     |  |  |  |  |  |  |  |  |  |  |  |  |  |  |  |
|  |                                                                                     |  |  |  |  |  |  |  |  |  |  |  |  |  |  |  |
|  | 10. D. Rodrigo da Costa, 37.º vice-rei da Índia e 31.º Governador do Brasil         |  |  |  |  |  |  |  |  |  |  |  |  |  |  |  |
|  |                                                                                     |  |  |  |  |  |  |  |  |  |  |  |  |  |  |  |
|  |                                                                                     |  |  |  |  |  |  |  |  |  |  |  |  |  |  |  |
|  | 21. D. Francisca de Noronha, 1.ª Marquesa de Soure                                  |  |  |  |  |  |  |  |  |  |  |  |  |  |  |  |
|  |                                                                                     |  |  |  |  |  |  |  |  |  |  |  |  |  |  |  |
|  |                                                                                     |  |  |  |  |  |  |  |  |  |  |  |  |  |  |  |
|  | 5. D. Maria Francisca Bonifácia de Noronha                                          |  |  |  |  |  |  |  |  |  |  |  |  |  |  |  |
|  |                                                                                     |  |  |  |  |  |  |  |  |  |  |  |  |  |  |  |
|  |                                                                                     |  |  |  |  |  |  |  |  |  |  |  |  |  |  |  |
|  | 22. Manuel de Melo, porteiro-mór, grão-prior do Crato                               |  |  |  |  |  |  |  |  |  |  |  |  |  |  |  |
|  |                                                                                     |  |  |  |  |  |  |  |  |  |  |  |  |  |  |  |
|  |                                                                                     |  |  |  |  |  |  |  |  |  |  |  |  |  |  |  |
|  | 11. Leonor Josefa de Vilhena                                                        |  |  |  |  |  |  |  |  |  |  |  |  |  |  |  |
|  |                                                                                     |  |  |  |  |  |  |  |  |  |  |  |  |  |  |  |
|  |                                                                                     |  |  |  |  |  |  |  |  |  |  |  |  |  |  |  |
|  | 23. Francisca de Vilhena, filha do morgado do Alcube                                |  |  |  |  |  |  |  |  |  |  |  |  |  |  |  |
|  |                                                                                     |  |  |  |  |  |  |  |  |  |  |  |  |  |  |  |
|  |                                                                                     |  |  |  |  |  |  |  |  |  |  |  |  |  |  |  |
|  | 1. António Manuel de Melo e Castro e Mendonça                                       |  |  |  |  |  |  |  |  |  |  |  |  |  |  |  |
|  |                                                                                     |  |  |  |  |  |  |  |  |  |  |  |  |  |  |  |
|  |                                                                                     |  |  |  |  |  |  |  |  |  |  |  |  |  |  |  |
|  | 24. D. Francisco de Azevedo e Ataíde, senhor de Barbosa e Ataíde                    |  |  |  |  |  |  |  |  |  |  |  |  |  |  |  |
|  |                                                                                     |  |  |  |  |  |  |  |  |  |  |  |  |  |  |  |
|  |                                                                                     |  |  |  |  |  |  |  |  |  |  |  |  |  |  |  |
|  | 12. D. António de Azevedo e Ataíde                                                  |  |  |  |  |  |  |  |  |  |  |  |  |  |  |  |
|  |                                                                                     |  |  |  |  |  |  |  |  |  |  |  |  |  |  |  |
|  |                                                                                     |  |  |  |  |  |  |  |  |  |  |  |  |  |  |  |
|  | 25. D. Maria de Brito e Alcáçova, herdeira do morgadio de Valbom                    |  |  |  |  |  |  |  |  |  |  |  |  |  |  |  |
|  |                                                                                     |  |  |  |  |  |  |  |  |  |  |  |  |  |  |  |
|  |                                                                                     |  |  |  |  |  |  |  |  |  |  |  |  |  |  |  |
|  | 6. D. António José de Ataíde Azevedo e Brito, senhor das honras de Barbosa e Ataíde |  |  |  |  |  |  |  |  |  |  |  |  |  |  |  |
|  |                                                                                     |  |  |  |  |  |  |  |  |  |  |  |  |  |  |  |
|  |                                                                                     |  |  |  |  |  |  |  |  |  |  |  |  |  |  |  |
|  | 26. Agostinho da Silva, cavaleiro da Ordem de Santiago                              |  |  |  |  |  |  |  |  |  |  |  |  |  |  |  |
|  |                                                                                     |  |  |  |  |  |  |  |  |  |  |  |  |  |  |  |
|  |                                                                                     |  |  |  |  |  |  |  |  |  |  |  |  |  |  |  |
|  | 13. Teresa da Silva                                                                 |  |  |  |  |  |  |  |  |  |  |  |  |  |  |  |
|  |                                                                                     |  |  |  |  |  |  |  |  |  |  |  |  |  |  |  |
|  |                                                                                     |  |  |  |  |  |  |  |  |  |  |  |  |  |  |  |
|  | 27. Mariana da Conceição                                                            |  |  |  |  |  |  |  |  |  |  |  |  |  |  |  |
|  |                                                                                     |  |  |  |  |  |  |  |  |  |  |  |  |  |  |  |
|  |                                                                                     |  |  |  |  |  |  |  |  |  |  |  |  |  |  |  |
|  | 3. D. Maria Rosa Xavier de Ataíde                                                   |  |  |  |  |  |  |  |  |  |  |  |  |  |  |  |
|  |                                                                                     |  |  |  |  |  |  |  |  |  |  |  |  |  |  |  |
|  |                                                                                     |  |  |  |  |  |  |  |  |  |  |  |  |  |  |  |
|  | 28. D. António Álvares da Cunha, 17.º senhor de Tábua, guarda-mór da Torre do Tombo |  |  |  |  |  |  |  |  |  |  |  |  |  |  |  |
|  |                                                                                     |  |  |  |  |  |  |  |  |  |  |  |  |  |  |  |
|  |                                                                                     |  |  |  |  |  |  |  |  |  |  |  |  |  |  |  |
|  | 14. D. Pedro Álvares da Cunha, 18.º senhor de Tábua                                 |  |  |  |  |  |  |  |  |  |  |  |  |  |  |  |
|  |                                                                                     |  |  |  |  |  |  |  |  |  |  |  |  |  |  |  |
|  |                                                                                     |  |  |  |  |  |  |  |  |  |  |  |  |  |  |  |
|  | 29. D. Maria Manoel de Vilhena (irmã do 1.º Conde de Vila Flor)                     |  |  |  |  |  |  |  |  |  |  |  |  |  |  |  |
|  |                                                                                     |  |  |  |  |  |  |  |  |  |  |  |  |  |  |  |
|  |                                                                                     |  |  |  |  |  |  |  |  |  |  |  |  |  |  |  |
|  | 7. D. Ana Joaquina da Cunha e Meneses                                               |  |  |  |  |  |  |  |  |  |  |  |  |  |  |  |
|  |                                                                                     |  |  |  |  |  |  |  |  |  |  |  |  |  |  |  |
|  |                                                                                     |  |  |  |  |  |  |  |  |  |  |  |  |  |  |  |
|  | 30. D. António de Meneses, alcaide-mór de Sintra                                    |  |  |  |  |  |  |  |  |  |  |  |  |  |  |  |
|  |                                                                                     |  |  |  |  |  |  |  |  |  |  |  |  |  |  |  |
|  |                                                                                     |  |  |  |  |  |  |  |  |  |  |  |  |  |  |  |
|  | 15. D. Maria Teresa de Vilhena                                                      |  |  |  |  |  |  |  |  |  |  |  |  |  |  |  |
|  |                                                                                     |  |  |  |  |  |  |  |  |  |  |  |  |  |  |  |
|  |                                                                                     |  |  |  |  |  |  |  |  |  |  |  |  |  |  |  |
|  | 31. Maria Vicência de Vilhena, filha do 1.º Visconde de Fonte Arcada                |  |  |  |  |  |  |  |  |  |  |  |  |  |  |  |
|  |                                                                                     |  |  |  |  |  |  |  |  |  |  |  |  |  |  |  |
|  |                                                                                     |  |  |  |  |  |  |  |  |  |  |  |  |  |  |  |